# Polly Pocket
Polly Pocket es una línea de muñecas y accesorios producidas y vendidas por Mattel Inc. Su nombre hace referencia a «pocket», cuya traducción al español sería «bolsillo», ya que son muñecas pequeñas que caben fácilmente en uno. Las primeras muñecas vendidas por Bluebrid Toys eran de una pulgada de altura y estaban hechas de plástico duro. La versión actual de Mattel, es fabricada entre dos y tres pulgadas y son de plástico flexible, además que están vestidas con ropa y accesorios de moda. 
Fue creada en 1983 por Chris Wiggs para su hija Kate. El mismo año, los derechos fueron comprados por Bluebird Toys, en la ciudad de Swindon, Inglaterra, y fueron puestas a la venta el mismo año. Mattel realizó un acuerdo de distribución de los artículos Polly Pocket con Bluebird Toys a principios de la década de 1990. Más tarde, en 1998, Mattel compró oficialmente todos los derechos del juguete. 
En 2018, estrenaron una serie que actualmente posee 4 temporadas.
En 1998, Mattel rediseñó Polly Pocket y creó una nueva serie de unidades coleccionables. La nueva muñeca tiene proporciones más humanas y más rasgos naturales que las muñecas originales. Ese mismo año, Mattel también introdujo la moda Polly Pocket, que si bien  usaron los personajes desde la nueva Polly Pocket (Polly, Lea, Shani, Lila, etc.), daban un nuevo giro en la moda de muñecas cambiando el tipo de tela de la ropa. Polly Pocket usaban únicamente prendas de vestir "Polly Stretch", creadas por Genie girl.
En el año 2004, Mattel retiró cerca de 400 millones de Polly Pockets del mercado, debido a que era peligrosa la ingesta de partes pequeñas del juguete por parte de los niños pequeños.
En el 2010, Mattel and Universal Pictures Polly Pocket

## Película
La película titulada Polly World se estrenó en el año 2006 en Canadá.